# Maynor Suazo
Pour les articles homonymes, voir Maynor.
Maynor René Suazo Antunez est un footballeur hondurien, jouant actuellement pour le 1.FC Cologne à Cologne, Allemagne. Maynor est le cousin du célèbre David Suazo mais aussi celui de Hendry Thomas.

## Biographie
Suazo a été élu meilleur joueur du Championnat d'Autriche de football en 2004.
Le 31 mars 2006, Suazo a été prêté au SK Brann jusqu'à juin 2006.
SK Brann a également obtenu le droit exclusif d'acheter Suazo quand l'affaire de prêt a expiré. Ils ont décidé de ne pas acheter pendant que Suazo jouait seulement 29 minutes en première division norvégienne.
Suazo est revenu à Red Bull Salzbourg après que son affaire de prêt avec SK Brann eut expiré. 
Il crut qu'il aurait une chance de gagner une place dans l'équipe, après que Lothar Matthäus eut été engagé en tant que nouvel entraîneur à Red Bull Salzbourg. 
Cependant, en juillet 2006, Suazo a été vendu au club turc d'Antalyaspor dans une affaire en valeur de 800 000 €. 
Son contrat expire en juin 2009
Suazo a fait ses débuts pour Antalyaspor en coupe face à Rizespor le 6 août 2006.
Le 31 juillet, Suazo a conclu une affaire de prêt avec l'équipe de 1.FC Cologne en 2.Bundesliga,  
Son affaire de prêt de un an avec une option pour une deuxième saison. Il sera le premier Hondurien à jouer en Allemagne.